# The Battle (film)
Pour les articles homonymes, voir The Battle.
Pour plus de détails, voir Fiche technique et Distribution.
The Battle est un film américain muet réalisé par D. W. Griffith et sorti en 1911. Il a pour thème la guerre de Sécession.

## Synopsis
Des soldats de l’Union partent au combat entourés de la foule applaudissant. Après la perte de la bataille, un soldat s’enfuit, allant se cacher dans la maison de sa fiancée. Rongé par la honte de sa lâcheté, il trouve le courage de traverser les lignes ennemies afin d’aider ses camarades prisonniers.

## Fiche technique
- Titre original : The Battle
- Réalisation : D. W. Griffith
- Photographie : G. W. Bitzer
- Pays de production :  États-Unis
- court métrage
- Durée : 19 minutes
- Format : film muet, noir et blanc
- Dates de sortie : 
  - États-Unis : 6 novembre 1911
  - États-Unis : 11 juin 1915

## Distribution
- Charles West : le garçon
- Blanche Sweet : la petite amie
- Charles Hill Mailes : le commandant de l'Union
- Robert Harron : un soldat de l'Union
- Donald Crisp : un soldat de l'Union
- Spottiswoode Aitken
- Edwin August : un officier de l'Union
- Lionel Barrymore : le conducteur
- Kate Bruce : dans la ville
- William J. Butler : un officier de l'Union
- Christy Cabanne : un soldat de l'Union
- Edna Foster : à la danse
- Joseph Graybill : un officier de l'Union
- Guy Hedlund : un soldat de l'Union
- Dell Henderson : un officier de l'Union
- Harry Hyde : un soldat de l'Union
- J. Jiquel Lanoe : un officier de l'Union
- W. Chrystie Miller : à la danse
- Alfred Paget : un officier confédéré
- W. C. Robinson un soldat de l'Union
- Kate Toncray : à la danse